# Tomaž Jamnik
Tomaž Jamnik (1940 circa) è un ex sciatore alpino e sciatore di velocità sloveno che gareggiò per la nazionale jugoslava.

## Biografia
Nello sci alpino Tomaž Jamnik, sciatore polivalente, fu attivo in campo internazionale dal 1959, quando partecipò alla 3 Giorni internazionali dell'Etna (25-27 marzo), al 1962, quando partecipò al trofeo dell'Hahnenkamm (Kitzbühel, 21-22 gennaio), senza ottenere risultati di rilievo; nel 1961 aveva vinto il titolo nazionale nello slalom speciale e nella combinata. In seguitò si dedicò allo sci di velocità, partecipando fra l'altro al chilometro lanciato di Cervinia del 1967 (28º con 149,625 km/h); non prese parte a rassegne olimpiche o iridate.

## Palmarès

### Sci alpino

#### Campionati jugoslavi
- 2 ori (slalom speciale, combinata nel 1961)[1]